# ويليام إي. بنتلي
ويليام إي. بنتلي (بالإنجليزية: William E. Bentley)‏ هو مهندس أمريكي، ولد في 27 أبريل 1960 في دنفر في الولايات المتحدة.